# Turó de Can Ribot
El Turó de Can Ribot és una muntanya de 360 metres que es troba al municipi de Dosrius, a la comarca del Maresme.